# Maxime Deschamps
Maxime Deschamps (ur. 20 grudnia 1991 w Vaudreuil-Dorion) – kanadyjski łyżwiarz figurowy, startujący w parach sportowych z Deanną Stellato-Dudek. Mistrz świata (2024), mistrz (2024) i brązowy medalista mistrzostw czterech kontynentów (2023), brązowy medalista finału Grand Prix (2023), medalista zawodów z cyklu Challenger Series i Grand Prix, dwukrotny mistrz Kanady seniorów (2023, 2024) i juniorów (2014).

## Osiągnięcia

### Z Deanną Stellato-Dudek
| Zawody                           | 19–20          | 20–21          | 21–22          | 22–23          | 23–24          |                |                |                |                |                |                |                |                |                |                |                |                |
| Międzynarodowe                   | Międzynarodowe | Międzynarodowe | Międzynarodowe | Międzynarodowe | Międzynarodowe | Międzynarodowe | Międzynarodowe | Międzynarodowe | Międzynarodowe | Międzynarodowe | Międzynarodowe | Międzynarodowe | Międzynarodowe | Międzynarodowe | Międzynarodowe | Międzynarodowe | Międzynarodowe |
| -------------------------------- | -------------- | -------------- | -------------- | -------------- | -------------- | -------------- | -------------- | -------------- | -------------- | -------------- | -------------- | -------------- | -------------- | -------------- | -------------- | -------------- | -------------- |
| Mistrzostwa świata               |                |                |                | 4              | 1              |                |                |                |                |                |                |                |                |                |                |                |                |
| Mistrzostwa czterech kontynentów |                |                | 4              | 3              | 1              |                |                |                |                |                |                |                |                |                |                |                |                |
| GP Finał Grand Prix              |                |                |                | 4              | 3              |                |                |                |                |                |                |                |                |                |                |                |                |
| GP Cup of China                  |                |                |                |                | 1              |                |                |                |                |                |                |                |                |                |                |                |                |
| GP Grand Prix de France          |                |                |                | 1              |                |                |                |                |                |                |                |                |                |                |                |                |                |
| GP Skate America                 |                |                |                | 2              |                |                |                |                |                |                |                |                |                |                |                |                |                |
| GP Skate Canada International    |                |                |                |                | 1              |                |                |                |                |                |                |                |                |                |                |                |                |
| CS Autumn Classic International  |                |                | 4              |                | 1              |                |                |                |                |                |                |                |                |                |                |                |                |
| CS Nebelhorn Trophy              |                |                |                | 1              |                |                |                |                |                |                |                |                |                |                |                |                |                |
| CS Warsaw Cup                    |                |                | 6              |                |                |                |                |                |                |                |                |                |                |                |                |                |                |
| Krajowe                          |                |                |                |                |                |                |                |                |                |                |                |                |                |                |                |                |                |
| Mistrzostwa Kanady               | 6              | C              | 3              | 1              | 1              |                |                |                |                |                |                |                |                |                |                |                |                |

### Z Sydney Kolodziej
| Zawody                           | 16–17          | 17–18          |                |                |                |                |                |                |                |                |                |                |                |                |                |                |                |
| Międzynarodowe                   | Międzynarodowe | Międzynarodowe | Międzynarodowe | Międzynarodowe | Międzynarodowe | Międzynarodowe | Międzynarodowe | Międzynarodowe | Międzynarodowe | Międzynarodowe | Międzynarodowe | Międzynarodowe | Międzynarodowe | Międzynarodowe | Międzynarodowe | Międzynarodowe | Międzynarodowe |
| -------------------------------- | -------------- | -------------- | -------------- | -------------- | -------------- | -------------- | -------------- | -------------- | -------------- | -------------- | -------------- | -------------- | -------------- | -------------- | -------------- | -------------- | -------------- |
| Mistrzostwa czterech kontynentów |                | 9              |                |                |                |                |                |                |                |                |                |                |                |                |                |                |                |
| GP Skate Canada International    |                | 8              |                |                |                |                |                |                |                |                |                |                |                |                |                |                |                |
| CS U.S. International Classic    |                | 7              |                |                |                |                |                |                |                |                |                |                |                |                |                |                |                |
| Krajowe                          |                |                |                |                |                |                |                |                |                |                |                |                |                |                |                |                |                |
| Mistrzostwa Kanady               | 6              | 7              |                |                |                |                |                |                |                |                |                |                |                |                |                |                |                |

### Z Vanessą Grenier
| Zawody                           | 13–14          | 14–15          | 15–16          |                |                |                |                |                |                |                |                |                |                |                |                |                |                |
| Międzynarodowe                   | Międzynarodowe | Międzynarodowe | Międzynarodowe | Międzynarodowe | Międzynarodowe | Międzynarodowe | Międzynarodowe | Międzynarodowe | Międzynarodowe | Międzynarodowe | Międzynarodowe | Międzynarodowe | Międzynarodowe | Międzynarodowe | Międzynarodowe | Międzynarodowe | Międzynarodowe |
| -------------------------------- | -------------- | -------------- | -------------- | -------------- | -------------- | -------------- | -------------- | -------------- | -------------- | -------------- | -------------- | -------------- | -------------- | -------------- | -------------- | -------------- | -------------- |
| Mistrzostwa czterech kontynentów |                |                | 8              |                |                |                |                |                |                |                |                |                |                |                |                |                |                |
| GP Cup of China                  |                |                | 8              |                |                |                |                |                |                |                |                |                |                |                |                |                |                |
| GP Skate America                 |                | 6              |                |                |                |                |                |                |                |                |                |                |                |                |                |                |                |
| GP Skate Canada International    |                |                | 7              |                |                |                |                |                |                |                |                |                |                |                |                |                |                |
| CS Autumn Classic International  |                | 5              |                |                |                |                |                |                |                |                |                |                |                |                |                |                |                |
| CS Nebelhorn Trophy              |                | 5              |                |                |                |                |                |                |                |                |                |                |                |                |                |                |                |
| CS U.S. International Classic    |                |                | 4              |                |                |                |                |                |                |                |                |                |                |                |                |                |                |
| Krajowe                          |                |                |                |                |                |                |                |                |                |                |                |                |                |                |                |                |                |
| Mistrzostwa Kanady               | 1 J            | 5              | 5              |                |                |                |                |                |                |                |                |                |                |                |                |                |                |